# 熊本市営バス坪井営業所
熊本市営バス坪井営業所（くまもとしえいバスつぼいえいぎょうしょ）はかつて存在した熊本市交通局のバス営業所である。
上熊本営業所に新築移転という形で廃止となった。現在は上熊本営業所ならびに担当路線も全て熊本都市バスに移譲されている。

## 坪井営業所
- 1969年（昭和44年）4月30日に本山営業所・帯山営業所の両営業所から分離して坪井営業所が新規開設された。
主に熊本市北部の路線を担当していた。
- 1985年（昭和60年）7月20日に現在の上熊本営業所に移転、坪井営業所は廃止された（同時に「浄行寺〜坪井(営)」間の路線も同月23日に廃止）[1]。
- 所在地（2010年現在）：熊本県熊本市黒髪3丁目3番10〜12号
現在は「熊本市男女共同参画センターはあもにい」（旧・熊本市総合女性センター）と「熊本市勤労者福祉センター・サンライフ熊本」になっている。
  - 最寄りバス停：坪井営業所（2010年現在は：電鉄バス「熊本市男女共同参画センター・はあもにい前」）
  - 最寄り駅：熊本電気鉄道北熊本駅下車徒歩10分

## 担当路線概要
- 主に、熊本市の環状する路線や市北部（花園、子飼方面）を担当していた。
※ちなみに同じ市北部地区（京町や池田）や富尾団地、馬々鋏・大窪の北部町を通る「池田大窪線」（現・池田京町線）は平日の一部便「熊本駅」行きがあった関係で本山営業所が担当していた。

### 坪井営業所担当路線（1984年当時）
| 当時の系統番号 | 当時の路線名   | イラスト | 備考 | 坪井から移転後の担当営業所 |
| -------------- | -------------- | -------- | --- | -------------------------- |
| 1              | 第1環状線      | ゾウ     | 坪井単独 | 上熊本・本山の共同         |
| 2              | 第2環状線      | ウシ     | 小峯と共同 | 上熊本・小峯の共同         |
| 6              | 島崎保田窪線   | シカ     | 小峯と共同 | 上熊本・小峯の共同         |
| 7              | 子飼長嶺線     | イヌ     | 坪井単独 | 小峯に変更                 |
| 8              | 楠城西線       | ワニ     | 坪井単独 | 上熊本・本山の共同         |
| 9              | 四方池線       | ワニ     | 坪井単独 楠城西線の交通センター - 城西校の区間便、路線統合で欠番                                                          | -                          |
| 12             | 花園柿原線     | タヌキ   | 坪井単独 | 上熊本                     |
| 19             | 中央環状線     | キリン   | 坪井単独 | 上熊本・本山の共同         |
| 20             | 昭和町線       | ダチョウ | 小峯と共同 | 上熊本・小峯の共同         |
| 21             | 高平団地線     | ネズミ   | 坪井単独 | 上熊本                     |
| 23             | 上熊本線       | ペンギン | 小峯と共同 | 上熊本・小峯の共同         |
| 25             | 県議会議事堂線 | ニワトリ | 坪井単独 平日の朝、県議会議事堂前発坪井(営)行き1便しかなかった。 移転後は交通センターと行き来する「上熊本車庫線」となる。 | 上熊本                     |
| 26             | 坪井線         | ミミズク | 坪井単独 市役所前発坪井（営）行き1便しかなかった。移転と共に廃止・欠番。                                                  | -                          |